# تشيشير فينيكس
تشيشير فينيكس (بالإنجليزية: Cheshire Phoenix)‏ هو فريق كرة سلة يقع في تشيشير بالمملكة المتحدة. يلعب في دوري كرة السلة البريطاني. تأسس في سنة 1984.

## وصلات خارجية
- الموقع الرسمي